# Ralph Anderson
Ralph M. Anderson, född 29 oktober 1936, död 27 november 1960, var en professionell spelare i amerikansk fotboll. Han spelade för laget Los Angeles Chargers som wide receiver. Han led av diabetes och dog efter en förlustmatch mot Oakland Raiders.